# District régional d'East Kootenay
Le District régional d'East Kootenay en Colombie-Britannique est situé dans le sud-est de la province. Le siège du district régional se situe à Cranbrook.